# Институт геологии, сейсмостойкого строительства и сейсмологии АН Таджикистана
Институт геологии, сейсмостойкого строительства и сейсмологии Академии наук Республики Таджикистан (ИГССС АН РТ)  — образован 16 сентября 2010 года на базе Института геологии АН РТ и Института сейсмостойкого строительства и сейсмологии АН РТ. Институт продолжил исследования в тех же областях, что существовавшие до этого институты: : геология, тектоника, литология, стратиграфия, сейсмология, сейсмостойкое строительство.

## Структура
В структуре Академии наук Таджикистана институт входит в Отделение Физико-математических, Химических и Геологических наук.

## Международное сотрудничество
Институт участвует в проекте по изучению землетрясений в Центральной Азии финансируемом министерством иностранных дел Норвегии.